# جون باتريك دفريوإكس
جون باتريك دفريوإكس (بالإنجليزية: John Patrick Devereux)‏ (20 مايو 1963 بدايتون في الولايات المتحدة - ) هو مدرب كرة قدم ولاعب كرة قدم أمريكي في مركز الوسط. لعب مع نادي ليموج وتشارلستون بيتري.